# شاطئ لا كونشا

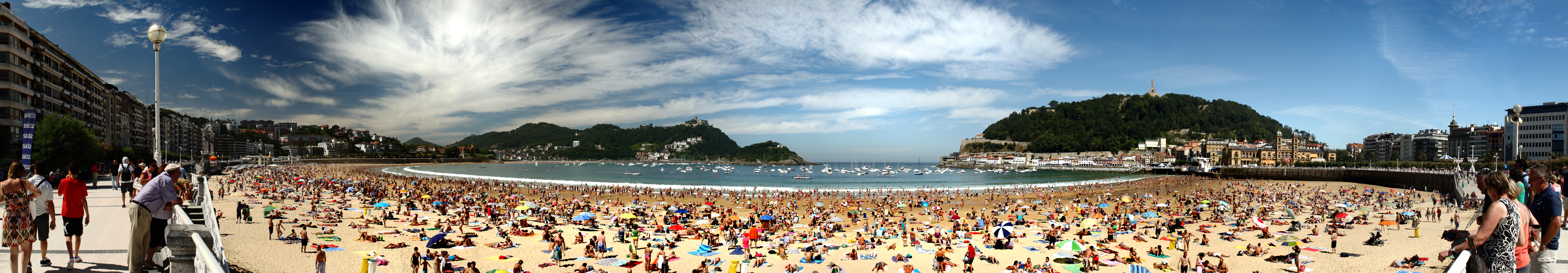
شاطئ لا كونشا

شاطئ لا كونشا هو شاطئ يقع في مدينة سان سيباستيان،إسبانيا،يشار إليه بأنه أجمل وأشهر شاطئ في مدينة أوروبية.